# محسن یازیجی‌اوغلو
محسن یازیجی‌اوغلو (به ترکی استانبولی: Muhsin Yazıcıoğlu) (زاده ۳۱ دسامبر ۱۹۵۴ – درگذشته ۲۵ مارس ۲۰۰۹) سیاستمدار ترک و عضو پارلمان ترکیه بود. او رهبر و بنیانگذار حزب اتحاد بزرگ (BBP)، یک حزب سیاسی راست افراطی، ناسیونالیست-اسلامی بود.  

## درگذشت
یازیجی‌اوغلو در ۲۵ مارس ۲۰۰۹ در یک سانحه سقوط هلیکوپتر در استان جنوبی قهرمان‌مرعش ترکیه جان باخت. این حادثه پس از یک گردهمایی سیاسی و در مسیر حرکت به سمت گردهمایی بعدی در یوزگات، تنها چهار روز پیش از انتخابات محلی رخ داد. خلبان و سه سرنشین دیگر نیز در این سانحه جان خود را از دست دادند. پس از سقوط، اسماعیل گونش، یکی از سرنشینان، با شماره خدمات اضطراری ترکیه (۱۱۲) تماس گرفت و توانست به‌طور واضح با اپراتور صحبت کند.
Yazıcıoğlu با مراسمی رسمی تشییع شد که بیشتر رهبران احزاب در آن حضور داشتند. هزاران نفر در مراسم تشییع جنازه او در مسجد کوجاتپه آنکارا شرکت کردند. پس از درگذشت او، در انتخابات محلی سال ۲۰۰۹، نامزد حزب BBP به‌عنوان شهردار جدید سیواس انتخاب شد.